# Rosanna Walls
Rosanna Walls, all'anagrafe Rosa Ana Pérez Walls (Santa Cruz de Tenerife, 14 novembre 1975), è una modella e attrice spagnola.

## Biografia
Rosanna Walls nasce a Santa Cruz de Tenerife, nelle Isole Canarie, il 14 novembre del 1975 da una famiglia di origini cubane, arabe ed inglesi.  La sua carriera è iniziata all'età di tredici anni, quando è stata selezionata per una pubblicità della Fast Ferry al fianco di Fred Olsen. Il suo debutto cinematografico è invece avvenuto nel 1997 con Airbag di Juanma Bajo Ulloa. Ha studiato presso la Escuela de Actores de Canarias di Tenerife, ed oltre allo spagnolo, parla fluentemente italiano ed inglese. La Walls è apparsa sulla copertina di numerose riviste come Man, Interviú, Sie7e, Aquí e Semana

## Filmografia parziale

### Cinema
- Airbag - Tre uomini e un casino (1997)
- Al limite (1997)
- Piel de Cactus (1997)
- Muertos de Risa (Dying of Laughter) (1999)
- El Corazón del Guerrero (2000)
- Me Da Igual (2000)
- Torrente 2: Misión en Marbella (2001)
- Merry Christmas (2001)
- Trileros (2003)
- Agents secrets (2003)

### Televisione
- Blasco Ibáñez - miniserie TV (1997)
- Camino de Santiago - miniserie TV (1999)

### Cortometraggi
- Platos Combinados (1995)
- El Hijo Pródigo (1999)
- Binomio (2002)
- Entrance (2002)